# Miedzna
Miedzna – wieś w Polsce położona w województwie mazowieckim, w powiecie węgrowskim, w gminie Miedzna, nad rzeką Miedzanką. Ma status sołectwa. Siedziba gminy Miedzna.
Dawniej miasto; uzyskała lokację miejską w 1470 roku, zdegradowana po 1500 roku. Ponowna lokacja miasta na prawie magdeburskim nastąpiła w 1531 roku, degradacja w 1869 roku.

## Położenie
Miasto prywatne Miedzna vel Międzylesie w XVI wieku położone było w ziemi drohickiej województwa podlaskiego.
W latach 1954–1972 wieś należała i była siedzibą władz gromady Miedzna. W latach 1975–1998 miejscowość administracyjnie należała do województwa siedleckiego.
Pod względem historycznym Miedzna położona jest na Podlasiu, w ziemi drohickiej.
Według regionalizacji fizycznogeograficznej Polski wieś znajduje się na Wysoczyźnie Siedleckiej.

## Nazwa
Nazwa Miedzna najprawdopodobniej pochodzi od słów mied, miedza, oznaczających „kraj, krawędź, granicę”. Jej pierwotna nazwa – Międzylesie, związana jest z lokacją miejscowości na skraju lasów, które stanowiąc odnogę Puszczy Białej wychodziły na południe, za linię Bugu.

## Historia
Miedzna pojawiła się w źródłach po raz pierwszy w 1441 roku. Pierwszymi właścicielami miejscowości i okolicznych wsi byli Karscy. Po nich dobra miedzeńskie przejęli Wodyńscy, następnie Butlerowie i Kuczyńscy. Miedzna już wówczas była wsią parafialną. Świątynia katolicka istniała tu w 1470 roku i została ufundowana przez Wodyńskich. Kościół nosił tytuł Zwiastowania Najświętszej Marii Pannie.
W 1522 roku Jan Wodyński, ówczesny dziedzic dóbr międzyleskich, otrzymał od Zygmunta Starego przywilej lokacji miasta. Wznowienie przywileju nastąpiło w 1531 roku. Wówczas na gruntach wsi Międzylesie w pobliżu grodziska założono miasto na prawie magdeburskim z prawem wzniesienia ratusza i kamer. Od połowy XVI wieku Jan Wodyński przeszedł na kalwinizm. Miedzna wówczas stała się silnym ośrodkiem protestantyzmu. Parafią kierowali ministrowie protestanccy. Stan taki trwał do XVII wieku. W 1580 roku miasto liczyło 600 mieszkańców. W tym okresie funkcjonowały jeszcze dwie nazwy miasta: Międzylesie i Miedzna. W sierpniu 1576 roku Miedznę odwiedzić Stefan Batory, który podróżując z Tyńca do Warszawy zdecydował się na krótki postój. Po Unii brzeskiej w 1596 roku istniała tu również cerkiew prawosławna.
W 1631 roku została wydana uchwała sejmowa na mocy której w Miedźnie miały odbywać się sądy ziemskie dla obywateli ziemi drohickiej mieszkających po lewej stronie Bugu. Uchwałę te potwierdziła konstytucja z 1673 roku. Około 1638 roku Miedzna przechodzi w ręce Butlerów. Miasto posiadało w 1673 roku podkomorzyna koronna Konstancja Butlerowa. W drugiej połowie XVII wieku w wyniku wojen szwedzkich nastąpił regres miasta.
W miejscowości w 1867 urodził się Jan Szmurło – polski lekarz, profesor otorynolaryngologii i filozof medycyny.

## Zabytki
- Kościół parafialny wzniesiony w latach 1887–1889 w stylu neogotyckim, siedziba parafii Zwiastowania NMP,
- zajazd z 2 połowy XVIII wieku, przebudowany w XIX i XX wieku,
- ruiny dworu obronnego otoczonego fosą z przełomu XVI/XVII wieku, w miejscu starszego grodziska.
- Kaplica Objawienia w Miedznie – późnobarokowa, zbudowana na początku XIX w. na miejscu lepianki młynarskiej związanej tradycją z początkiem kultu Matki Bożej Miedzeńskiej. Jest to obiekt murowany, otynkowany, na planie sześcioboku, dwukondygnacyjny, malowniczo wkomponowany w grupę starych lip. W górnej kondygnacji znajdują się półkoliście zamknięte wnęki, w których umieszczono barokowe rzeźby Chrystusa Ukrzyżowanego, św. Jana Nepomucena i św. Antoniego Padewskiego. Narożniki kaplicy osłaniają gładkie pilastry, a ściany wieńczy bogato profilowany gzyms. Całość nakryta jest sześciopołaciowym dachem namiotowym zakończonym latarnią (w czasie remontu dachu w 1997 r. zakryta) i baniastym hełmem. Wewnątrz na uwagę zasługują dwa płótna pochodzące z początku XIX w. przedstawiające Matkę Boską z Dzieciątkiem i Chrystusa Błogosławiącego.